# Sedecjon (biskup Bizancjum)
Sedecjon – biskup Bizancjum w latach 105–114. 